# Newsvendor problem
Il  newsvendor problem (spesso indicato anche come newsboy problem) è un modello di gestione delle scorte classico dell'operations management.

## Ambito di applicazione
Questo modello (nella sua forma base) è utilizzato per calcolare la quantità ottima di prodotto (così come l'EOQ) da riordinare sotto certe ipotesi:
- domanda affetta da incertezza, ma di distribuzione nota
- un livello di servizio deciso a priori da garantire
- un solo ordine nella unica finestra temporale considerata
- un solo prodotto
- economics del prodotto noti
- lead time nullo
- un solo livello di scorta
- il prodotto ha una vita limitata alla finestra di vendita
- costo di mantenimento irrilevante

## Descrizione del modello
Il newsvendor problem (strillone) è il modello dell'acquisto di un lotto in presenza di incertezza sulla domanda (di cui però è nota la distribuzione). È la idealizzazione del caso del venditore di giornali, che al mattino deve decidere quanti giornali acquistare da vendere durante la giornata: da una parte egli non vuole avere della merce invenduta alla fine della giornata (perché esiste un costo di smaltimento non nullo), dall'altra non vuole essere a corto della merce stessa (che comporta un costo-opportunità di mancata vendita). La prima esigenza tenderà a diminuire la quantità nel lotto da ordinare, la seconda esigenza tenderà ad aumentare la stessa. La funzione di costo del modello è concava, perciò essa presenta un punto stazionario di massimo, che corrisponde al punto di massimo profitto (ovvero di minimo costo), che è l'obiettivo del problema. Il calcolo del punto di massimo di tale funzione è ottenibile dalla formula finale riportata sotto. Tale punto corrisponde alla quantità ottima da ordinare.

## Formula
{\displaystyle Q^{*}=F^{-1}\left({\frac {m}{m+c}}\right)}

dove:
- {\displaystyle m=\ p-a}
- {\displaystyle c=\ a-s}

### Parametri della formula
- Q*: quantità ottima da ordinare
- m: costo marginale della rottura delle scorte
- c: costo marginale della scorta invenduta
- p: prezzo unitario di vendita
- a: costo marginale di acquisto
- s: costo marginale di svendita
- {\displaystyle F^{-1}}: funzione inversa della cumulativa della quantità venduta dove tale quantità è ottima

### Altri parametri utili alla dimostrazione
- F(Q*): la funzione cumulata della quantità venduta calcolata dove tale quantità è ottima